# Екодим
Екодим — малая река в Вельском районе Архангельской области, левый приток Елюги.
Длина — 29 км, площадь водосборного бассейна — 95 км².

## Течение
Река берёт начало на водоразделе между реками Пуя и Вель. Течёт преимущественно на юго-запад, сильно петляя. Ширина русла не превышает 10 м. Населённых пунктов на берегах нет. Крупных притоков не имеет.

## Данные водного реестра
- Бассейновый округ — Двинско-Печорский
- Речной бассейн — Северная Двина
- Речной подбассейн — Северная Двина ниже места слияния Вычегды и Малой Северной Двины
- Водохозяйственный участок — Вага

## Карты
- Лист карты P-37-107,108 посёлок  Усть-Шоноша. Масштаб: 1 : 100 000. Указать дату выпуска/состояния местности.